# Зейдбрук (Гронінген)
Зейдбрук (нід. Zuidbroek, нід. вимова: [zœydˈbruk]) — село в нідерландській провінції Гронінген. Входить до муніципалітету Мідден-Гронінген.
Його площа — 17,28 км², а населення станом на 2021 рік становило 3575 осіб.
До 1965 року мало статус окремого муніципалітету.

## Галерея

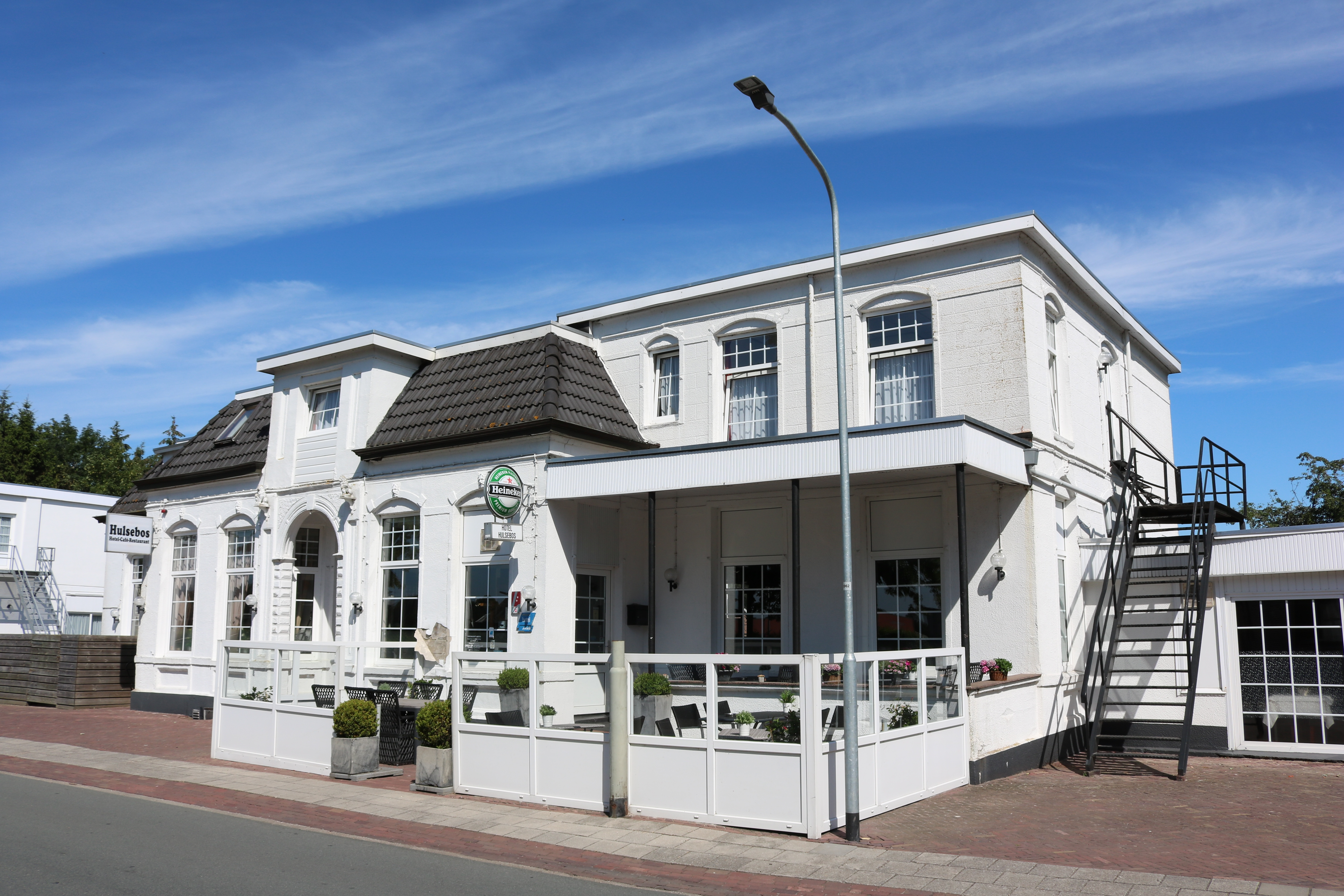
Залізнична станція
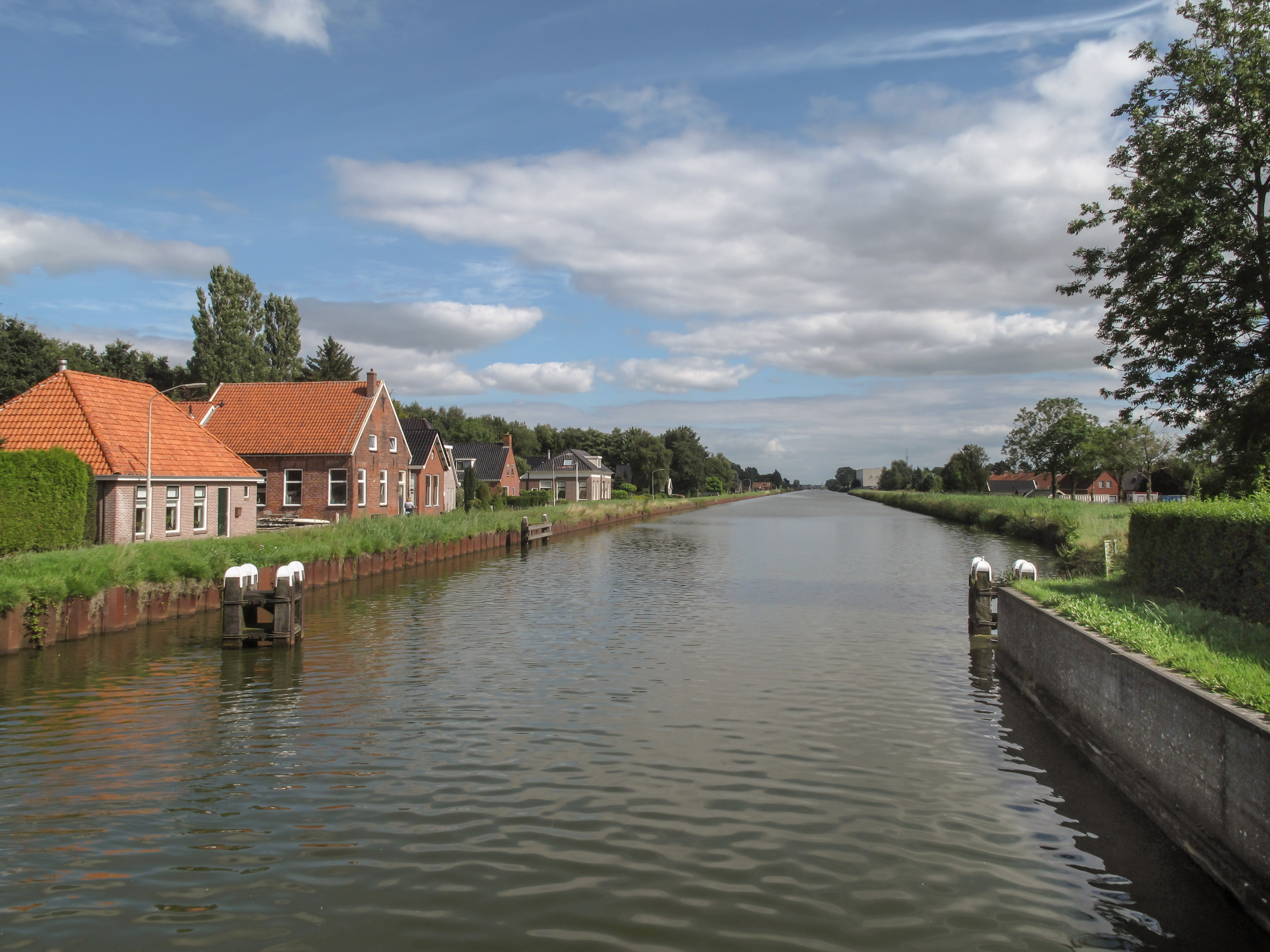
Канал у селі
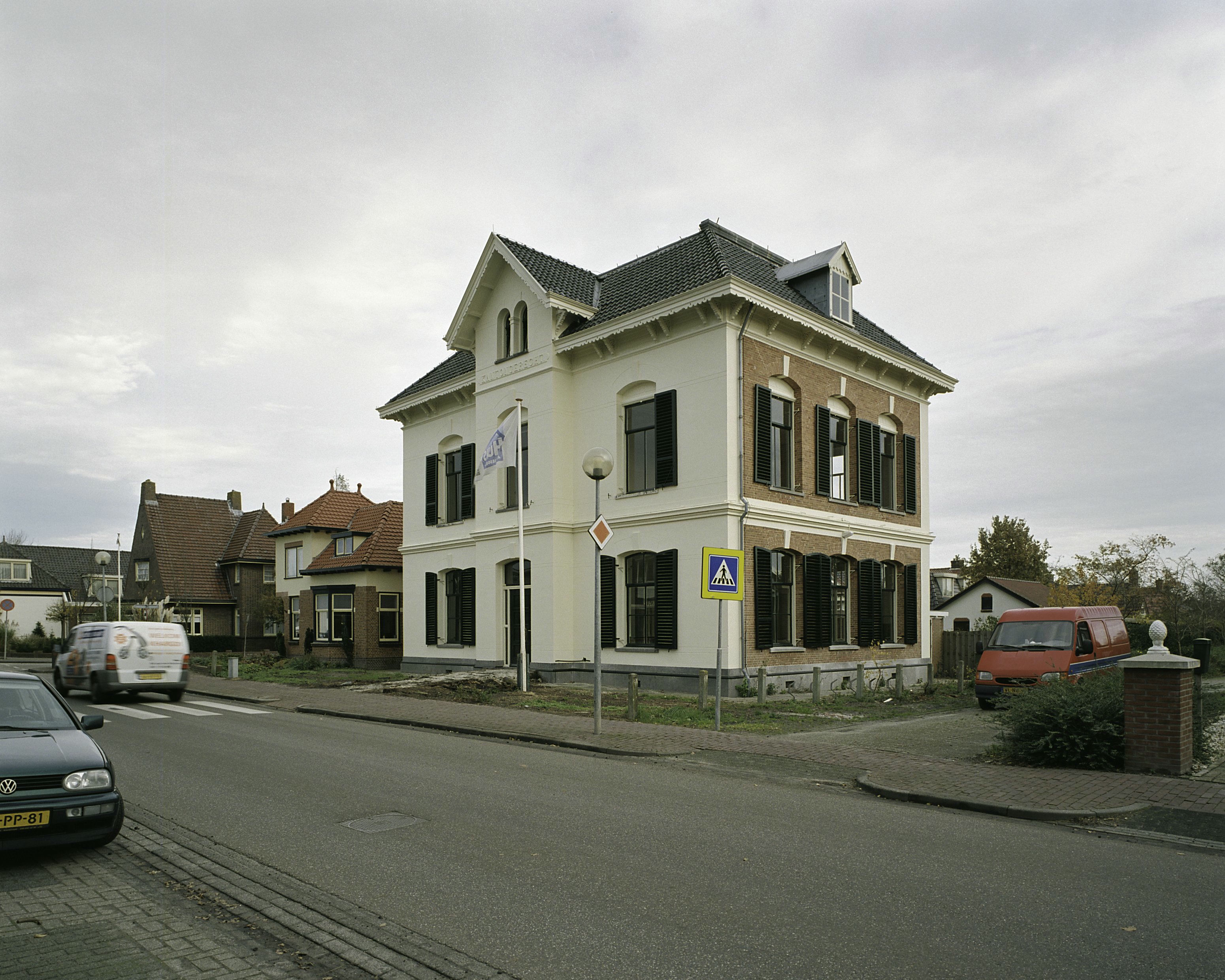
Будівля колишнього суду
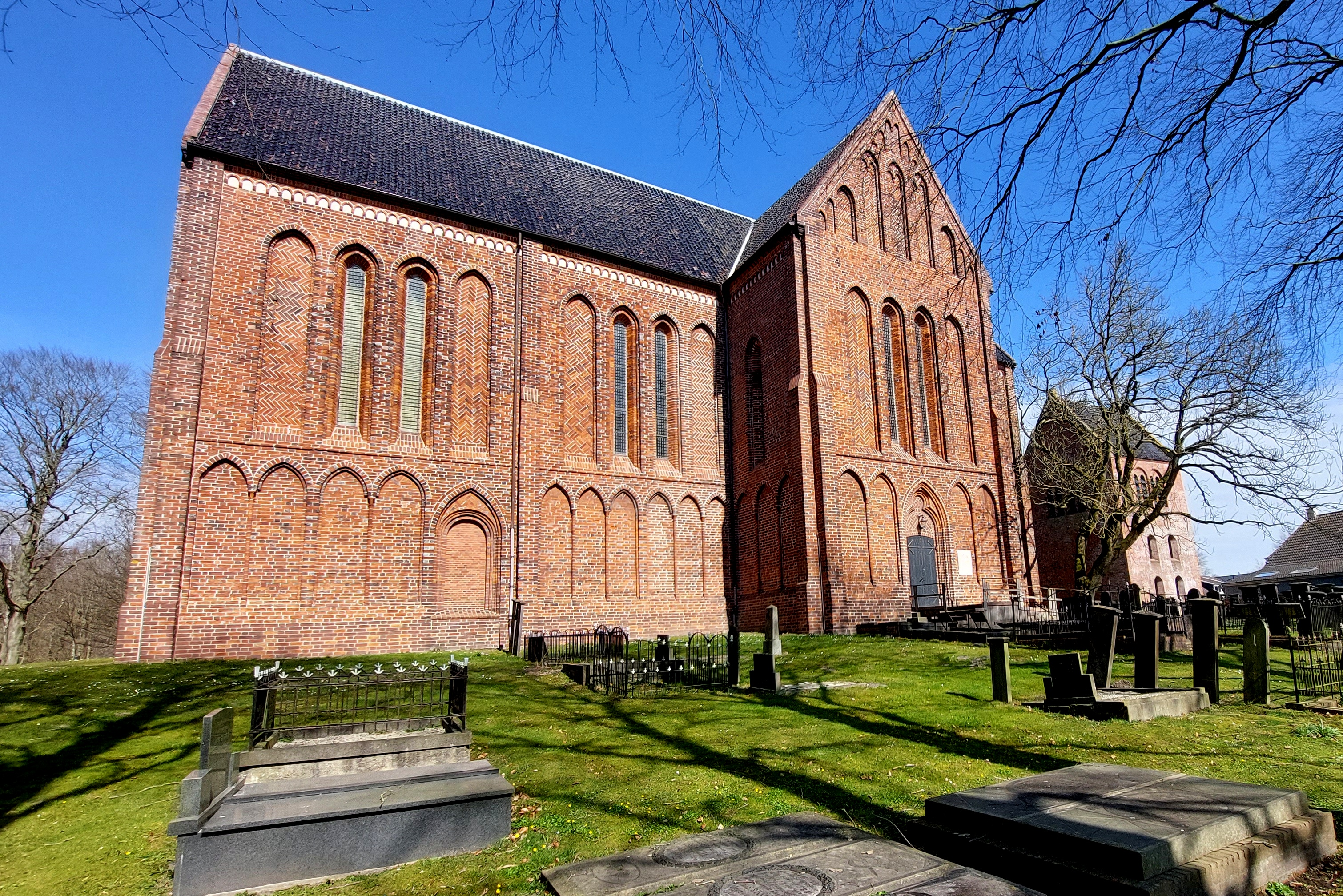
Реформістська церква